# ميخائيل باين
ميخائيل باين (بالإنجليزية: Michael Payne)‏ هو مصمم ديكور ‏ بريطاني، ولد في 22 يوليو 1944.